# Ichneumon dimidius
Ichneumon dimidius là một loài tò vò trong họ Ichneumonidae.